# Sciades variegatus
Sciades variegatus là một loài bọ cánh cứng trong họ Cerambycidae.